# Small European Postal Administrations Cooperation

Logo

La Small European Postal Administrations Cooperation (in sigla SEPAC, in italiano Cooperazione fra piccole amministrazioni postali europee) è un'associazione fra 14 operatori postali europei, nata nel 1998, per promuovere la filatelia e, nello stesso tempo, evidenziare la storia, la natura e la cultura dei rispettivi paesi.

## Storia
Nel 1994 un imprenditore filatelico italiano Paolo De Rosa organizzò una conferenza con le 12 amministrazioni postali che rappresentava per esaminare alcune questioni di carattere filatelico di comune interesse.

La conferenza si è ripetuta con cadenza annuale ma nel 1998 le amministrazioni postali, insoddisfatte della gestione Afinsa a cui nel frattempo l'azienda filatelica era stata venduta, decisero di rendersi autonome e fondarono la SEPAC.

## Organizzazione

### Criteri di ammissione
All'associazione possono aderire le amministrazioni postali europee che siano autonome e che abbiano solo un piccolo mercato interno e più del 50% dei loro clienti filatelici all'estero.

### Membri
| Paese              | Amministrazione postale     | Anno |
| ------------------ | --------------------------- | ---- |
| Isole Åland        | Posten Åland                | 1998 |
| Fær Øer            | Posta Føroyar               | 1998 |
| Gibilterra         | Royal Gibraltar Post Office | 1998 |
| Groenlandia        | Post Greenland              | 1998 |
| Guernsey           | Guernsey Post               | 1998 |
| Islanda            | Íslandspóstur               | 1998 |
| Isola di Man       | Isle of Man Post            | 1998 |
| Jersey             | Jersey Post                 | 1998 |
| Liechtenstein      | Liechtensteinische Post     | 1998 |
| Lussemburgo        | P&T Luxembourg              | 2006 |
| Malta              | MaltaPost                   | 1998 |
| Monaco             | La Poste Monaco             | 1998 |
| San Marino         | Poste San Marino            | 1998 |
| Città del Vaticano | Poste vaticane              | 1998 |

### Finalità
Obiettivo dell'associazione è:
- condividere le soluzioni di problemi;
- svolgere attività comuni di marketing per attrarre nuovi collezionisti;
- creare una nuova area di collezionismo con le emissioni congiunte.

I membri dell'associazione tengono riunioni regolari e si incontrano almeno una volta all'anno per uno scambio di vedute in materia di filatelia.

Dal 1998 al 2006 Svanbjorg Manai (Posta Føroyar) è stata presidente di SEPAC; dal 2006 è in carica Anita Haggblom (Posten Åland).

### Attività
Nel 2006 si sono svolte due conferenze generali dei paesi membri nelle quali è stato adottato il logo ufficiale “sepac” e soprattutto è stato deciso di lanciare con cadenza biennale un'emissione congiunta di un francobollo a tema comune.